# Appareillage électrique à haute tension

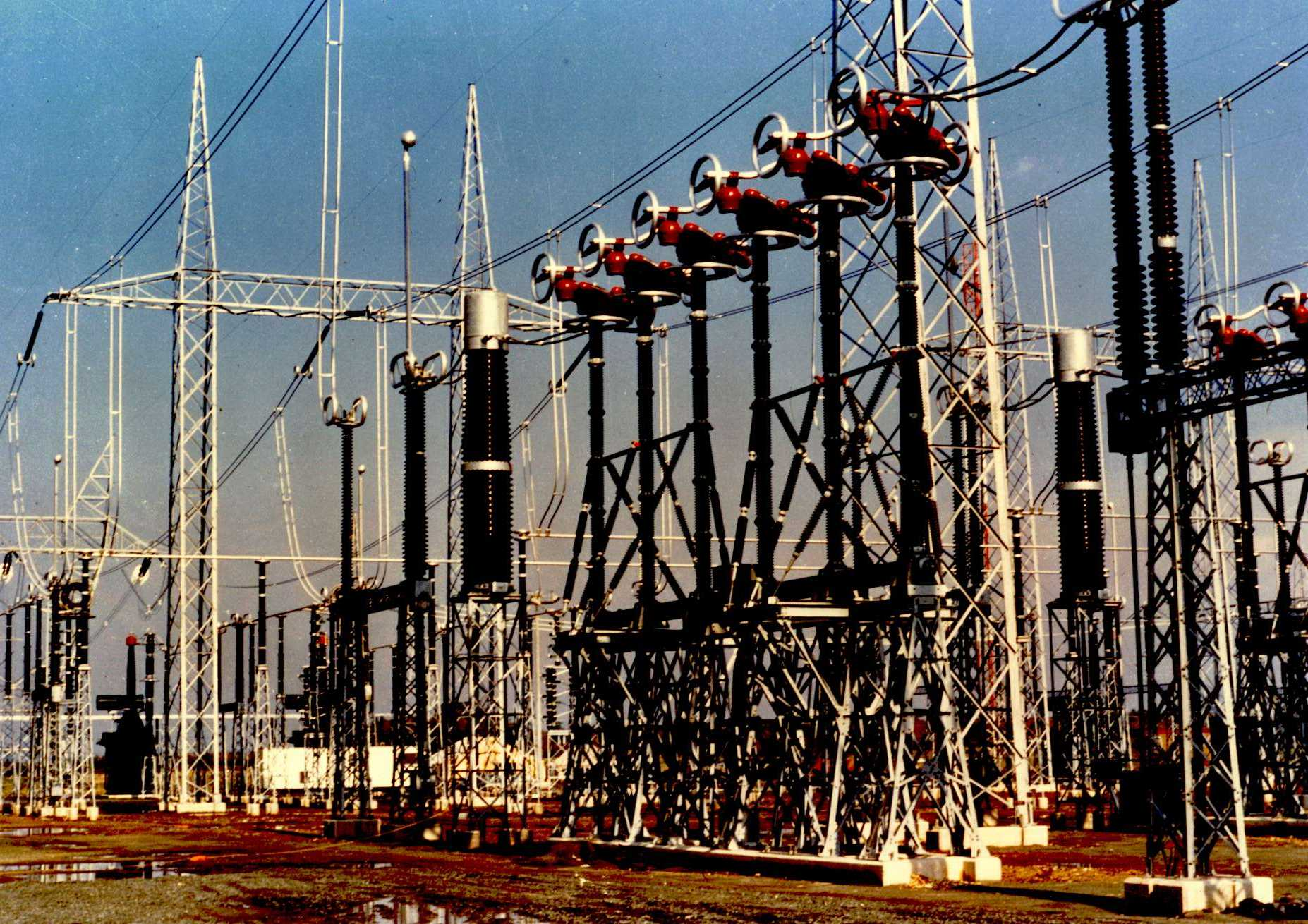
Figure 1 : Appareillage électrique 800 kV

Vous lisez un « article de qualité » labellisé en 2007.
Pour les articles homonymes, voir Appareillage (homonymie).
L'appareillage électrique à haute tension  est l'ensemble des appareils électriques qui permettent la mise sous ou hors tension de portions d'un réseau électrique à haute tension (y compris pour des opérations de délestage).
L’appareillage électrique est un élément essentiel qui permet d’obtenir la protection et une exploitation sûre et sans interruption d’un réseau à haute tension. Ce type de matériel est très important dans la mesure où de multiples activités nécessitent de disposer d'une alimentation en électricité qui soit permanente et de qualité.
L’appellation « haute tension » regroupe l'ancienne moyenne tension (HTA) et l'ancienne haute tension (HTB), elle concerne donc les appareils de tension assignée supérieure à 1 000 V, en courant alternatif, et supérieure à 1 500 V dans le cas de courants continus. Les applications industrielles des disjoncteurs à haute tension sont pour l'instant limitées au courant alternatif, car elles sont plus économiques. Cependant, il existe des sectionneurs à haute tension pour les liaisons à courant continu.
L'appareillage électrique à haute tension a été créé dès la fin du XIXe siècle, au début pour la manœuvre de moteurs et autres machines électriques. Il n'a cessé de se développer : l'appareillage est actuellement utilisé dans toute gamme des hautes tensions, jusqu'à une tension assignée de 1 100 kV.

## Perspective historique
L'évolution de l'appareillage à haute tension, en particulier les techniques de coupure qui ont été utilisées, a été influencée par les progrès technologiques, le développement des moyens de calcul qui ont permis d'optimiser les dimensions des appareils, la concurrence qui a poussé les constructeurs à réaliser des appareils de plus en plus économiques, ainsi que l'évolution des réseaux qui a nécessité la conception d'appareillage pour des tensions de plus en plus élevées.
Le tableau 1 montre l'évolution de la tension maximale des réseaux à haute tension, à partir de 1912, année de mise en service de la première ligne de tension supérieure à 100 kV.
| Tableau 1 : Évolution de la tension maximale des réseaux électriques à haute tension | Tableau 1 : Évolution de la tension maximale des réseaux électriques à haute tension | Tableau 1 : Évolution de la tension maximale des réseaux électriques à haute tension | Tableau 1 : Évolution de la tension maximale des réseaux électriques à haute tension |
| Ligne                                                                                | Pays                                                                                 | Tension réseau (kV)                                                                  | Année                                                                                |
| ------------------------------------------------------------------------------------ | ------------------------------------------------------------------------------------ | ------------------------------------------------------------------------------------ | ------------------------------------------------------------------------------------ |
| Lauchhammer – Riesa                                                                  |                                                                                      | 110                                                                                  | 1912                                                                                 |
| Brauweiler – Ludwigsbourg                                                            |                                                                                      | 220                                                                                  | 1929                                                                                 |
| Boulder Dam – Los Angeles                                                            |                                                                                      | 287                                                                                  | 1932                                                                                 |
| Harsprånget – Hallsberg                                                              |                                                                                      | 380                                                                                  | 1952                                                                                 |
| Moscou – Volgograd                                                                   |                                                                                      | 525                                                                                  | 1960                                                                                 |
| Montréal – Manicouagan                                                               |                                                                                      | 735                                                                                  | 1965                                                                                 |
| Broadford – Baker                                                                    |                                                                                      | 765                                                                                  | 1969                                                                                 |
| Ekibastuz – Kokchetav                                                                |                                                                                      | 1200                                                                                 | 1985                                                                                 |
| Suvereto – Valdicciola                                                               |                                                                                      | 1050                                                                                 | 1981-1995                                                                            |
| Minami – Niigata                                                                     |                                                                                      | 1100                                                                                 | 1993                                                                                 |
| Jindongnan – Jingmen                                                                 |                                                                                      | 1100                                                                                 | 2009                                                                                 |

Le chapitre des Techniques utilisées pour l'isolement et la coupure décrit de manière détaillée les différentes techniques développées pour la conception et la fabrication de l'appareillages à haute tension, ce qui a permis de répondre aux contraintes et exigences de plus en plus sévères qui ont accompagné cette évolution des réseaux à haute tension.
L'augmentation du courant de court-circuit dans les réseaux à haute tension a favorisé l'avènement des disjoncteurs à air comprimé dans les années 1960. En effet, l'augmentation de la consommation et donc des puissances installées a nécessité de disposer d'appareils capables de couper des courants de court-circuit supérieurs à 40 kA, ce qui était le pouvoir de coupure maximum possible avec les disjoncteurs à huile en extra-haute tension.
Durant les années 1970, c'est plutôt le moindre coût et la simplicité des disjoncteurs à gaz SF6 qui ont permis à ces derniers de supplanter à leur tour les appareils à air comprimé, les deux techniques permettant d'obtenir les pouvoirs de coupure les plus élevés exigés alors en haute tension, c'est-à-dire 50 ou 63 kA.
En moyenne tension, les appareils à huile ont été remplacés par les appareils à gaz SF6 ou à vide car ces derniers ont des performances en coupure supérieures, une endurance électrique étendue et nécessitent moins de maintenance en service.
La consommation d'électricité et les besoins en puissance installée et en équipements à haute tension sont en forte augmentation depuis 2005. C'est le cas notammentr en Chine, où la puissance installée était de 600 000 MW en 2006 et devait atteindre 1 300 GW en 2020. En 2023, la Chine avait la puissance installée la plus élevée au monde, comprenant une puissance installée supérieure à celle des États-Unis. Pour sa part, l'Inde prévoit de multiplier par 3 sa puissance installée entre 2012 et 2025 pour atteindre 600 GW. L'Inde prévoit également mettre en service un réseau de transmission à ultra-haute tension de 800-1 200 kV-AC et 800 kVHVDC.

## Classifications
L’appareillage électrique à haute tension peut être classé en plusieurs catégories selon sa fonction, sa tension, sa destination, son installation et son type d'isolement.

### Classification par fonction

#### Sectionneurs

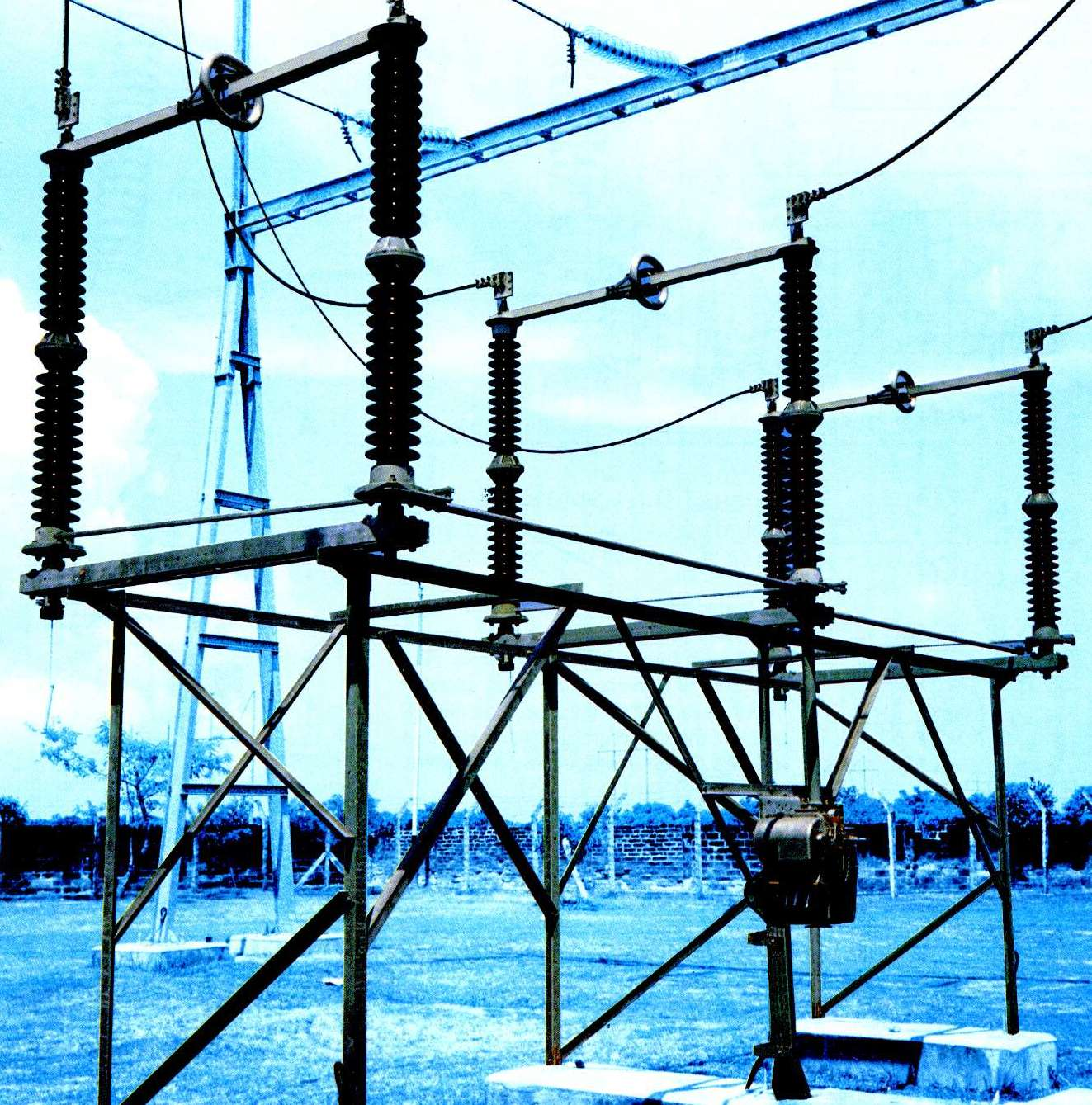
Figure 2 : Sectionneur à haute tension à isolement dans l'air

Ce sont avant tout des organes de sécurité utilisés pour ouvrir ou fermer un circuit lorsqu’il n'y circule pas de courant de charge. Ils sont utilisés pour isoler un ensemble de circuits, un appareil, une machine ou une section de ligne aérienne ou de câble, afin de permettre au personnel d’exploitation d’y accéder sans danger.
L'ouverture des sectionneurs de ligne ou de jeu de barres (les conducteurs qui permettent de relier l'arrivée d'énergie d'un poste à haute tension vers les différents organes internes) est nécessaire pour assurer la sécurité, mais n'est pas suffisante. Il faut en outre effectuer des mises à la terre en amont et en aval de l'appareil sur lequel on souhaite intervenir. On distingue donc les sectionneurs, proprement dits, des sectionneurs de mise à la terre (ou MALT ou sectionneur de terre) qui contribuent ensemble à la sécurité des travailleurs lors d'intervention sur une portion de réseau électrique.
En principe, les sectionneurs n’ont pas à interrompre de courants. Cependant, certains sectionneurs peuvent être amenés à couper des courants de transfert de barres (jusqu’à 1 600 A sous 10 à 300 V) et certains sectionneurs de terre doivent être capables de couper les courants induits qui peuvent circuler dans les lignes hors tension par couplage capacitif et inductif avec les lignes adjacentes sous tension (jusqu’à 160 A sous 20 kV). Des courants de magnétisation de transformateurs, de petits courants capacitifs ou des courants parasites peuvent également être coupés par des sectionneurs lors de leur manœuvre, c'est-à-dire des courants de l'ordre de 1 A.

#### Interrupteurs
Les interrupteurs sont des appareils destinés à établir et à interrompre un circuit dans des conditions normales de charge . Leurs performances sont cependant limitées car ils sont capables d'établir un courant de court-circuit mais ne peuvent en aucun cas l’interrompre,.
Certains interrupteurs sont prévus pour remplir également les fonctions de sectionneur.

#### Contacteurs

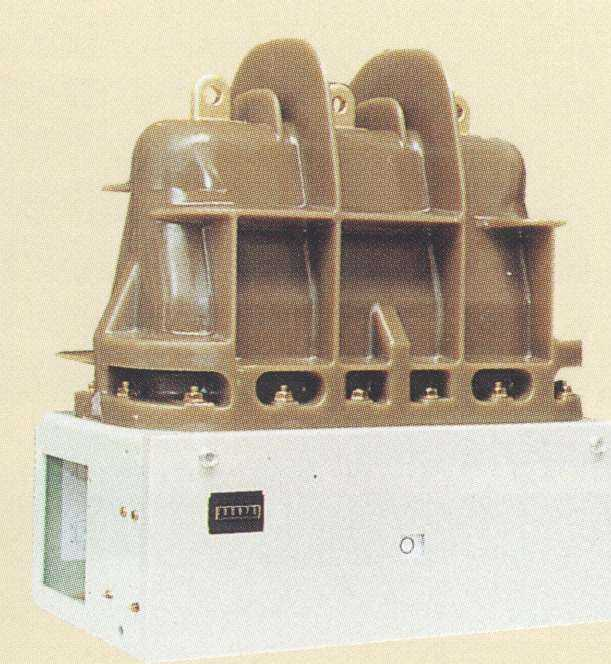
Figure 3 : Contacteur moyenne tension

Les contacteurs ont un rôle comparable à celui des interrupteurs, mais ils sont capables de fonctionner avec des cadences très élevées. Ils possèdent une grande endurance électrique et une grande endurance mécanique.
Les contacteurs sont utilisés pour manœuvrer fréquemment des équipements tels que des fours ou des moteurs à haute tension. Ils ne peuvent pas être utilisés comme sectionneurs.
On les rencontre en HTA uniquement.

#### Coupe-circuit àfusibles
Les fusibles permettent d’interrompre automatiquement un circuit parcouru par une surintensité pendant un intervalle de temps donné. L’interruption du courant est obtenue par la fusion d’un conducteur métallique calibré.
Ils sont surtout utilisés pour la protection contre les courts-circuits dont ils limitent la valeur crête du courant de défaut.
En régime triphasé, ils n’éliminent que les phases parcourues par un courant de défaut, ce qui peut présenter un danger pour le matériel et le personnel. Pour pallier cet inconvénient, les fusibles peuvent être associés à des interrupteurs ou à des contacteurs avec lesquels ils constituent des combinés capables d'assurer la protection en cas de surcharge du réseau ou de courts-circuits.
On les rencontre en HTA uniquement.

#### Disjoncteurs

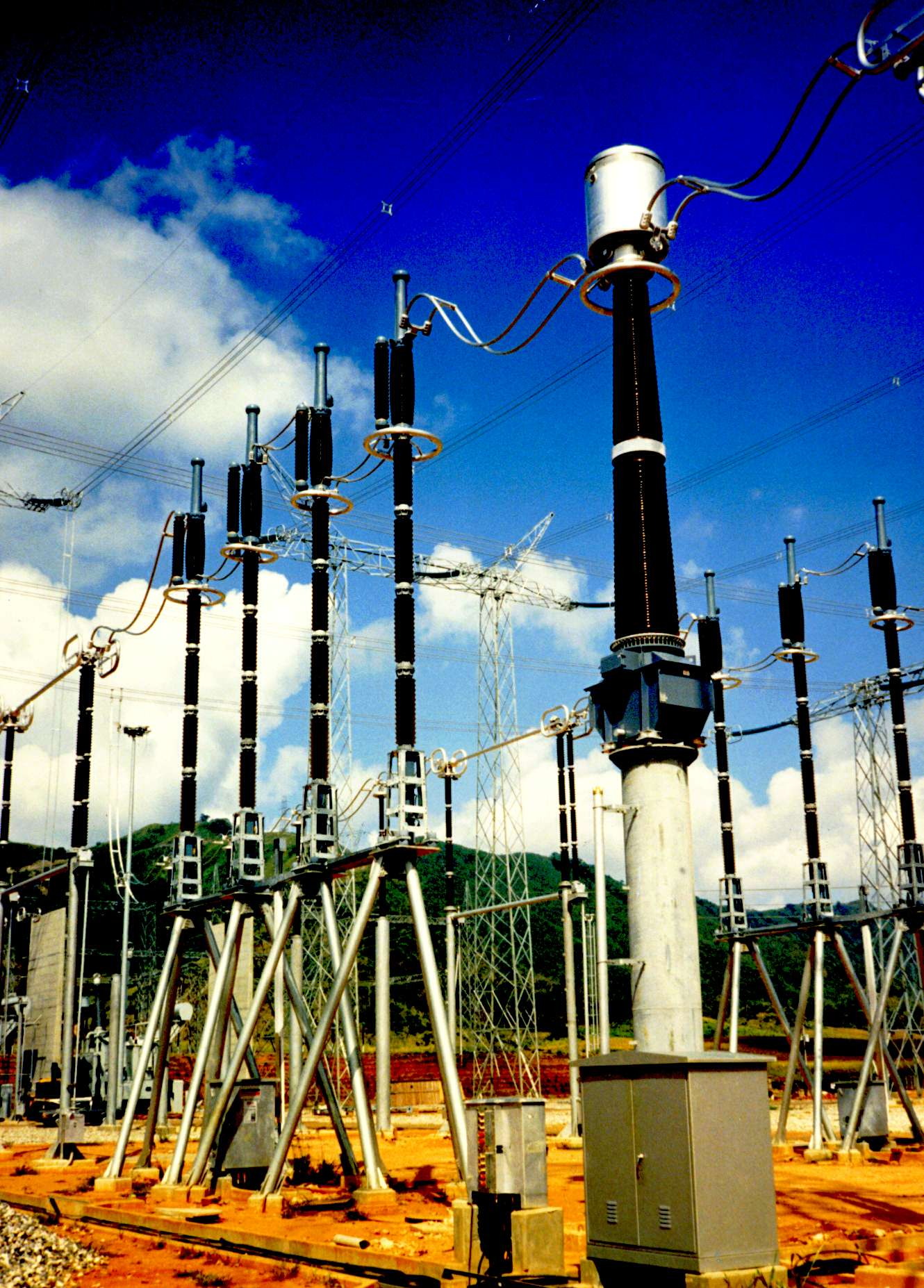
Figure 4 : Disjoncteur 800 kV au Venezuela

Un disjoncteur à haute tension est destiné à établir, supporter et interrompre des courants sous sa tension assignée (la tension maximale du réseau électrique qu'il protège) à la fois :
- dans des conditions normales de service, par exemple pour connecter ou déconnecter une ligne dans un réseau électrique ;
- dans des conditions anormales spécifiées, en particulier pour éliminer un court-circuit.

De par ses caractéristiques, un disjoncteur est l’appareil de protection essentiel d’un réseau à haute tension, car il est seul capable d'interrompre un courant de court-circuit et donc d'éviter que le matériel connecté sur le réseau soit endommagé par ce court-circuit. La norme internationale CEI 62271-100 définit les exigences relatives aux caractéristiques des disjoncteurs à haute tension.
Dans leur configuration actuelle, les disjoncteurs peuvent être équipés d'appareils électroniques permettant à tout moment de connaître leur état (usure, pression de gaz pour la coupure, etc.) et éventuellement de détecter des défauts par des dérives de caractéristiques, ce qui permet à l’exploitant de programmer les opérations de maintenance et de prévenir les risques de défaillance,.
Pour la manœuvre des longues lignes, les disjoncteurs sont généralement équipés de résistances de fermeture pour la limitation des surtensionsde manœuvre,.
Ils peuvent aussi être équipés de dispositifs de synchronisation à la fermeture et/ou à l’ouverture pour limiter les surtensions ou les courants d’appels à la manœuvre de lignes, de transformateurs à vide, de réactances shunt et batteries de condensateurs,. On nomme cette application d'une synchronisation de l'appareil la « manœuvre contrôlée».
Des appareils ont été conçus pour remplir les fonctions de disjoncteur et de sectionneur, ils sont appelés disjoncteur-sectionneurs. Leur usage est cependant limité.

### Classification partension
Selon la série de normes internationales CEI 62271, la haute tension est, pour les courants alternatifs, toute tension supérieure à 1 kV.
Bien que les termes suivants ne soient pas normalisés, ils sont utilisés dans le langage courant :
- la moyenne tension pour les tensions supérieures à 1 kV et inférieures ou égales à 52 kV ;
- la haute tension pour les tensions supérieures à 52 kV et inférieures à 362 kV ;
- l'extra-haute tension pour les tensions supérieures ou égales à 362 kV et inférieures ou égales à 800 kV ;
- l'ultra-haute tension pour les tensions supérieures à 800 kV.

La tension assignée d’un appareil est la valeur maximale du réseau dans lequel il peut fonctionner. Les valeurs de tension assignées ont été harmonisées entre les normes CEI et ANSI / IEEE :
- Moyenne tension : 3,6 – 4,76 (1) – 7,2 – 8,25 (1) – 12 – 15 – 17,5 – 24 – 25,8 (1) – 36 – 38 (1) – 48,3 (1) - 52 kV ;

(1) : valeurs utilisées uniquement en Amérique du Nord
- Haute Tension : 72,5 – 100 – 123 – 145 – 170 – 245 – 300 – 362 – 420 – 550 – 800 kV.

Le niveau de tension assigné de 800 kV est utilisé pour des appareils en service dans les réseaux de Russie, d'AEP aux États-Unis, d'Hydro-Québec au Canada, d'EDELCA au Venezuela, de Furnas au Brésil, d'ESKOM en Afrique du Sud et de State Grid Corporation of China en Chine.
Le niveau de tension maximal pour les pays de la Communauté européenne est de 420 kV. Ce niveau est le plus économique, compte tenu des puissances échangées et de la longueur des lignes d'interconnexion. Une étude avait été faite dès le début des années 1970 en Italie pour un réseau de 1 100 kV, mais ce projet n'a pas abouti car la prévision initiale d'augmentation de la consommation d'électricité fut révisée à la baisse après le choc pétrolier de 1973.
Les niveaux de tension 1 100 kV et 1 200 kV sont en cours de normalisation par la CEI.

### Classification par domaine d'utilisation
L’appareillage à haute tension est destiné à fonctionner principalement dans trois types de réseaux ou d’installations électriques en fonction des objectifs d'utilisation transport, répartition et distribution.
Les réseaux de transport (pour les tensions supérieures à 52 kV) ont pour but de transporter l'énergie des grands centres de production vers les régions consommatrices d'électricité. Les grandes puissances transitées imposent des lignes électriques de forte capacité de transit, ainsi qu'une structure maillée (ou interconnectée). Les réseaux maillés garantissent une très bonne sécurité d'alimentation, car la perte de n'importe quel élément (ligne électrique, transformateur ou groupe de production) n'entraîne aucune coupure d'électricité si l'exploitant du réseau de transport respecte le niveau de contingence dit du « N-1 » (possibilité de perdre n'importe quel élément du réseau sans conséquence inacceptable pour les consommateurs).
Les réseaux de répartition assurent à l'échelle régionale la fourniture d'électricité. L'énergie y est injectée essentiellement par le réseau de transport via des postes à haute tension, mais également par des centrales électriques de moyennes puissances (inférieures à environ 100 MW). Les réseaux de répartition sont distribués de manière assez homogène sur le territoire d'une région.
Les réseaux de distribution (pour les tensions inférieures ou égales à 52 kV) ont pour but d'alimenter l'ensemble des consommateurs. Contrairement aux réseaux de transport et de répartition, les réseaux de distribution présentent une grande diversité de solutions techniques à la fois selon les pays concernés, ainsi que selon la densité de population. Les réseaux à moyenne tension (MT) ont de façon très majoritaire une structure arborescente, qui autorise des protections simples et peu coûteuses. À partir d'un poste source, lui-même alimenté par le réseau de répartition, l'électricité parcourt une artère sur laquelle sont reliées directement des branches de dérivation au bout desquelles se trouvent les postes MT/BT de distribution publique. Ces derniers alimentent les réseaux basse tension (BT) sur lesquels sont raccordés les plus petits consommateurs. La structure arborescente de ces réseaux implique qu'un défaut sur une ligne électrique MT entraîne forcément la coupure des clients alimentés par cette ligne, même si des possibilités de secours plus ou moins rapides existent.
Les installations industrielles (3,6 à 24 kV) sont, par exemple, utilisées dans les industries qui produisent des produits chimiques ou des matériaux (fonderies d'aluminium) et les installations ferroviaires.

### Classification par type d'installation
On distingue deux cas :
- le matériel pour l’intérieur, qui comme son nom l'indique est destiné à être installé uniquement à l’intérieur d’un bâtiment. Il n'est pas soumis aux intempéries ou à la pollution. Selon la norme CEI, la température ambiante n’est normalement pas inférieure à −5 °C.
- le matériel pour l’extérieur est prévu pour être installé hors bâtiments. Il doit fonctionner dans des conditions climatiques et atmosphériques spécifiées par des normes (par exemple : température, pollution, vent, précipitations).

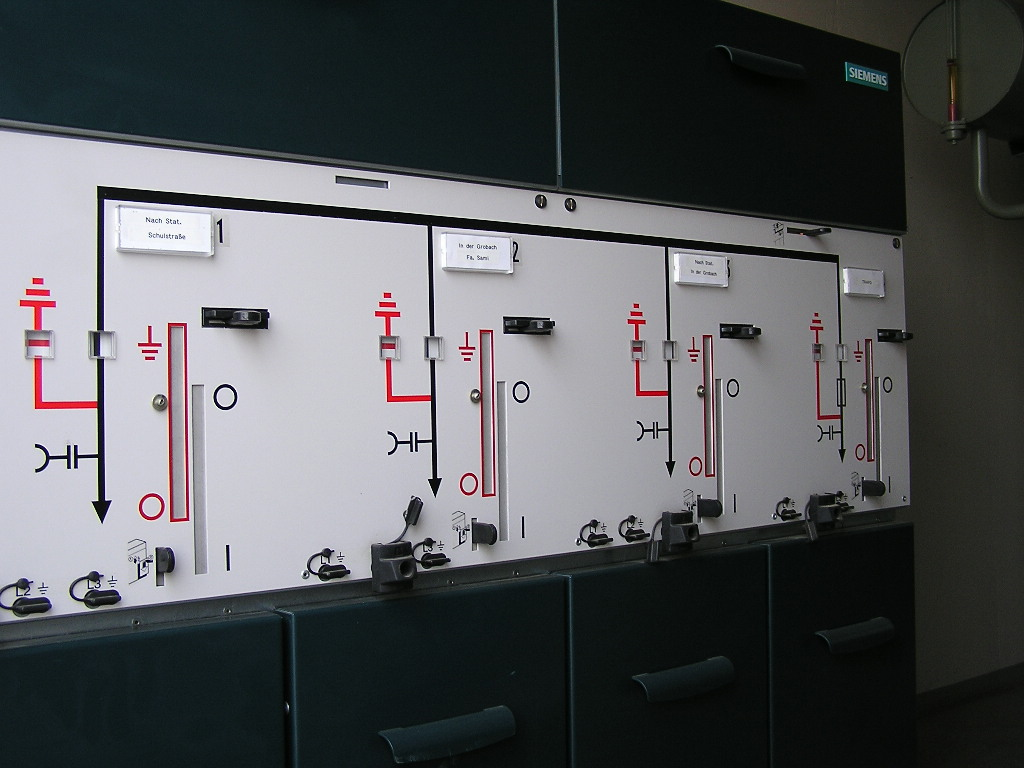
Figure 5 : Cellules HTA

Dans le domaine de la HTB, l'appareillage électrique était traditionnellement installé à l'extérieur, l'air jouant un rôle primordial d'isolation, par exemple, pour l'isolation entre phases. Parallèlement, depuis les années 1970, une deuxième technologie s'est développée, dite « sous enveloppe métallique » ou « à isolation gazeuse » (GIS), où le gaz hexafluorure de soufre (SF6) joue un rôle prépondérant pour l'isolation. Dans cette technologie, l'ensemble de l'appareillage est encapsulé et isolé dans le gaz SF6. Cette technologie demande une emprise au sol plus faible, autorise facilement une installation en bâtiment et permet une meilleure fiabilité et disponibilité de l'appareillage. Cependant, cette technologie est vouée à disparaitre sous la pression de la règlementation en raison de sa forte contribution au réchauffement climatique. En effet, le gaz SF6 est le plus puissant gaz à effet de serre (GES) connu. Sur une période de 500 ans, le gaz SF6 possède un pouvoir de réchauffement global (PRG) de 31 000 fois celui du CO2.
Dans le domaine de la HTA, ces 2 technologies se rencontrent aussi, mais la technologie encapsulée dans le SF6 est plus rare, et souvent réservée à des applications demandant soit une haute fiabilité, soit une forte compacité. Quelle que soit la technologie, les équipements sont en général installés dans des cellules, armoires métalliques modulaires qu'on assemble et relie entre elles. Ces cellules sont installées en bâtiment. L'appareillage HTA installé en extérieur est rare dans les postes sources, mais est fréquent en distribution rurale, avec en particulier des interrupteurs installés en haut des pylônes électriques.

### Classification par technique d'isolement
Selon la technique d'isolement retenue, trois types de matériels sont distingués :
- le matériel à isolement dans l'air (AIS, de : air insulated switchgear) ou conventionnel, dont l’isolation externe est faite dans l’air ;
- le matériel sous enveloppe métallique ou blindé (GIS, de : Gas insulated switchgear), dont l'isolement est fait dans le SF6. Il est muni d’une enveloppe métallique, reliée à la terre, ce qui permet d’éviter tout contact accidentel avec les pièces sous tension. Une cellule isolée au SF6 comprend les différents organes nécessaires au fonctionnement du poste : disjoncteur, jeu de barres, sectionneur de jeu de barres, sectionneur de terre, transformateur de courant, transformateur de tension (ou transformateur de potentiel) et parfois parafoudre[32],[33],[34],[35].
- le matériel hybride qui comprend de l'appareillage à isolement dans l'air et à isolement dans le SF6. Un exemple typique est une cellule comprenant un disjoncteur et des sectionneurs sous enveloppe métallique, combinés avec une mise à la terre extérieure et des traversées aériennes pour le raccordement aux lignes[34]. Selon un projet CEI, ces appareils seront appelés : ensembles d'appareillages compacts.

On rappelle, qu'un poste électrique se compose d'appareillages électriques mais aussi éventuellement d'autres équipements à haute tension: le(s) transformateur(s), des parafoudres (au départ vers une ligne, et en protection du transformateur), des câbles haute tension, des dispositifs FACTS, etc. Comme montré sur les figures ci-après, le raccordement aux lignes aériennes des appareillages blindés ou compacts se fait par l'intermédiaire d'isolateurs, appelés traversées aériennes lorsqu'ils remplissent cette fonction.

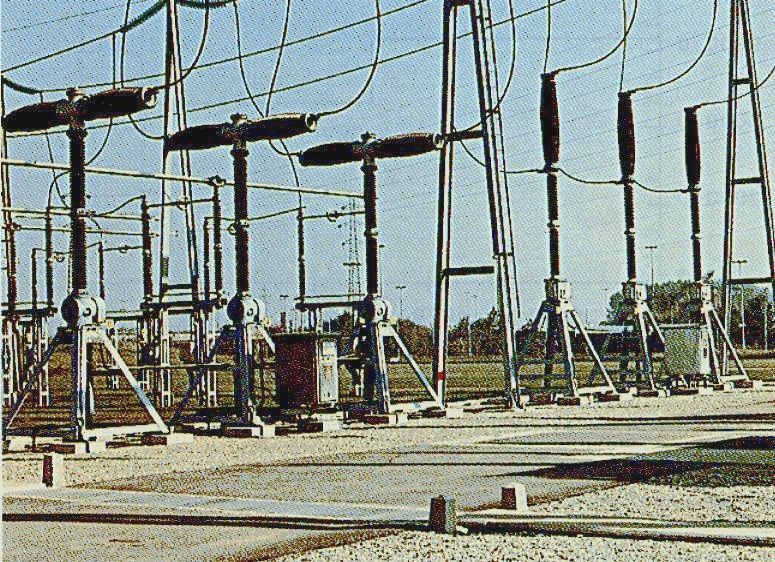
Figure 7 : Disjoncteurs 245 kV dans un poste électrique
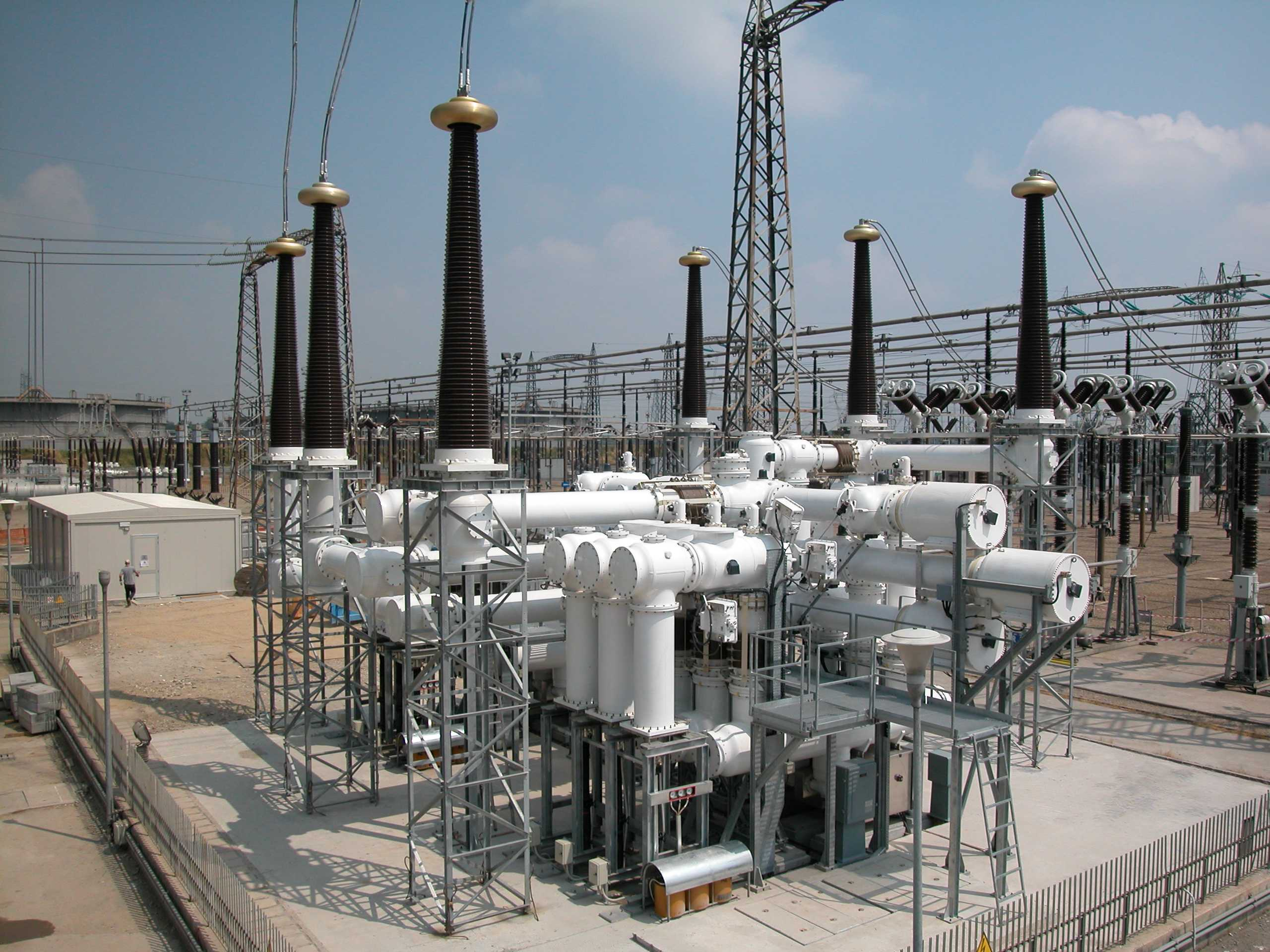
Figure 8 : Poste sous enveloppe métallique (GIS) 420 kV
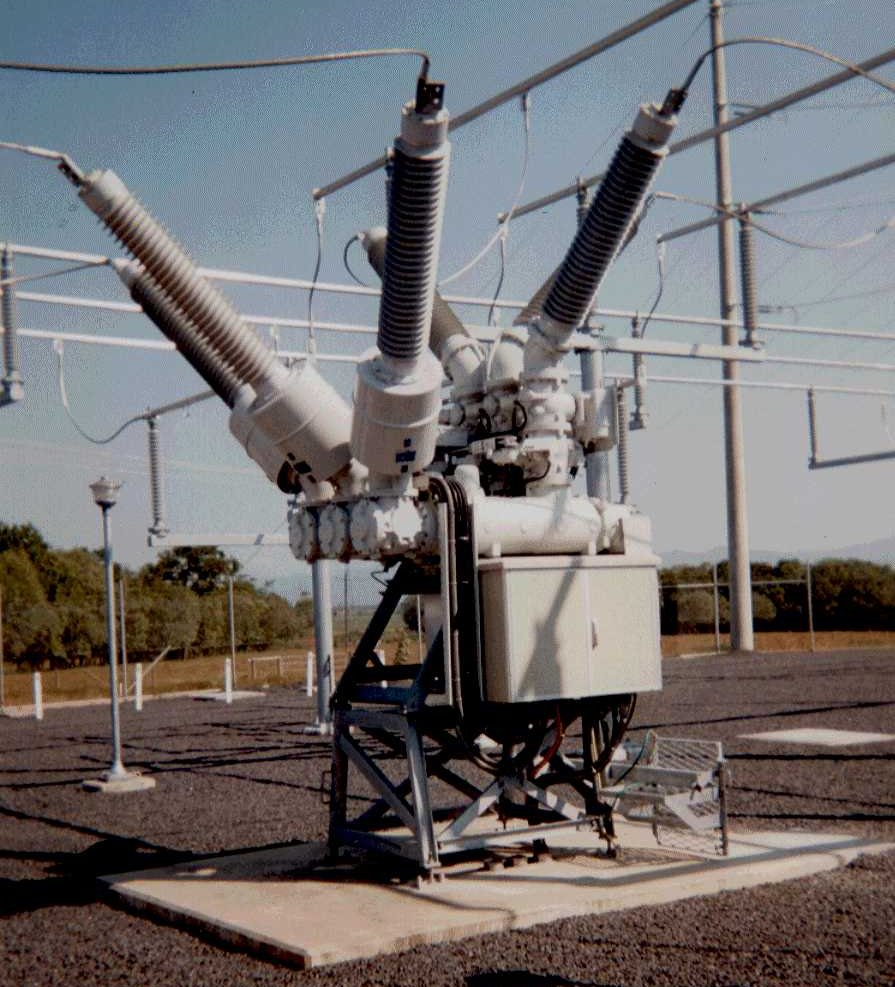
Figure 9 : Appareillage compact 145 kV 40 kA

## Techniques utilisées pour l'isolement et la coupure
Pour remplir ses fonctions d'isolement et de coupure, plusieurs techniques ont été développées depuis la création des appareils à haute tension à la fin du XIXe siècle. Alors que l'isolement des pièces sous tension par rapport à la terre est fait dans l'air et/ou dans le SF6, plusieurs techniques ont été utilisées pour l'isolement entre contacts et pour la coupure par des appareils de connexion (par exemple les disjoncteurs).
Historiquement les milieux utilisés pour la coupure et l'isolement sont :
- l'air à pression atmosphérique (en moyenne tension) ;
- l'huile ;
- l'air comprimé ;
- le SF6 ;
- le vide (en moyenne tension).
- les semi-conducteurs (thyristors) utilisés jusqu'à quelques kilovolts (coupure statique, sans contact).

Les appareils électriques à haute tension doivent avoir un niveau d'isolement suffisant afin d'assurer qu'ils soient capables de supporter les surtensions exigées en service, que ce soit par rapport à la terre ou entre les bornes d'entrée et de sortie de l'appareil.

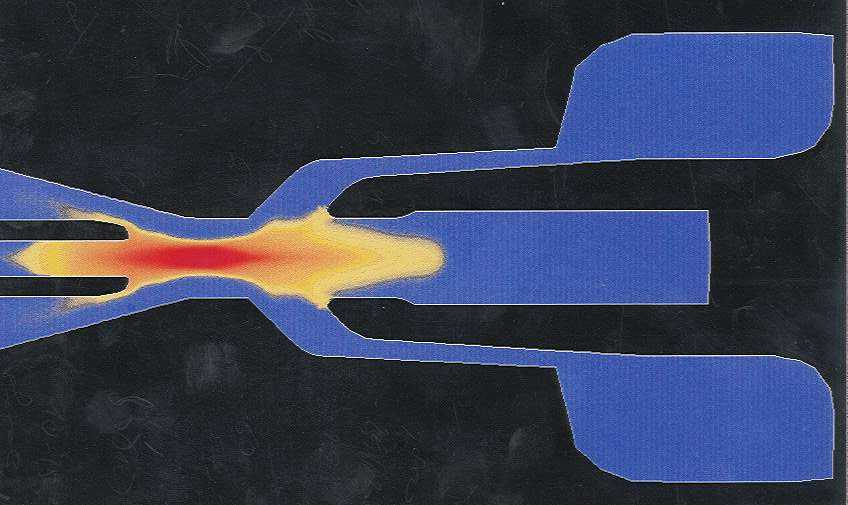
Figure 10 : Arc électrique entre les contacts d'un disjoncteur à haute tension

Par ailleurs, les appareils de connexion (par exemple interrupteurs et disjoncteurs) doivent être capables d'établir et d'interrompre le courant dans des conditions fixées par les normes internationales. La coupure d’un courant électrique par un disjoncteur en haute tension est obtenue en séparant des contacts dans un gaz (air, SF6, etc.)  ou dans un milieu isolant (par exemple l'huile ou le vide). Après séparation des contacts, le courant continue de circuler dans le circuit à travers un arc électrique qui s’est établi entre les contacts de l'appareil. Un soufflage intense est exercé sur l'arc afin de le refroidir et de provoquer son extinction lorsque la température du milieu où est amorcé l'arc est suffisamment faible pour que la conduction du courant s'interrompe. Pour les appareils de connexion à courant alternatif à haute tension, la coupure du courant est obtenue lorsque la puissance fournie à l'arc par le réseau est la plus faible, c'est-à-dire lors d'un passage par zéro du courant (pendant une seconde et pour un réseau à 50 Hz, un courant alternatif passe 100 fois par zéro).
Contrairement aux disjoncteurs construits pour couper des courants importants de défauts (courts-circuits ou homopolaires), la coupure d'un courant par un interrupteur, construit pour couper un courant assigné (nominal), ne nécessite pas de soufflage aussi intense car l'intensité du courant est nettement plus faible. Il est en général suffisant d'allonger rapidement l'arc pour lui permettre d'obtenir son extinction et ensuite de supporter la tension qui se rétablit aux bornes de l'appareil.
Un sectionneur ne possède pas de pouvoir de coupure puisque sa fonction n'est pas de couper ou d'établir un courant, mais d'isoler électriquement une partie de réseau ou d'installation. Certains sectionneurs peuvent néanmoins posséder un pouvoir de coupure pour couper des courants résiduels.

### Appareils à huile

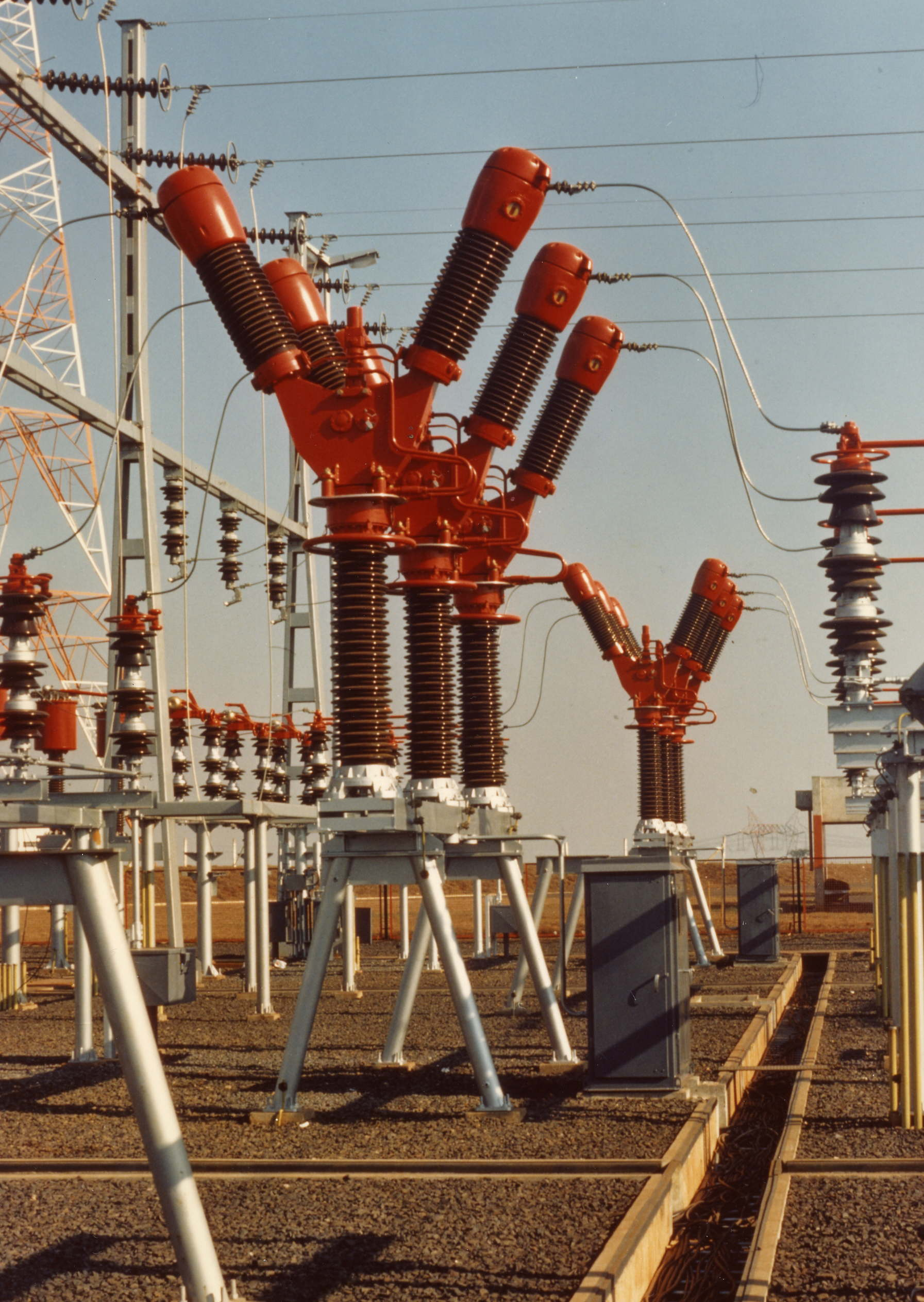
Figure 11 : Disjoncteur à faible volume d'huile

Dès le début du XXe siècle, l'huile a été utilisée comme fluide pour la coupure et l'isolement des appareils, notamment pour les disjoncteurs à haute tension.
Lorsqu'un arc est amorcé dans l’huile, plusieurs types de gaz sont produits tels que l’hydrogène et l’acétylène. L'évaporation de l’huile permet de générer un soufflage de l'arc qui va le refroidir et provoquer la coupure du courant. Les premiers disjoncteurs à huile avaient de gros volumes d’huile avec deux éléments de coupure en série dans une cuve métallique.
Après la Seconde Guerre mondiale, ils ont été remplacés par des appareils à faible volume d'huile qui sont plus économiques et présentent moins de risques d'incendie ou d'explosion en cas d'échec de la coupure.
Des disjoncteurs à faible volume d'huile avec deux éléments de coupure en série par pôle ont été développés pour équiper le premier réseau 420 kV au monde, précisément la ligne Harsprånget — Hallsberg en Suède, mis en service en 1952.

### Appareils à air comprimé

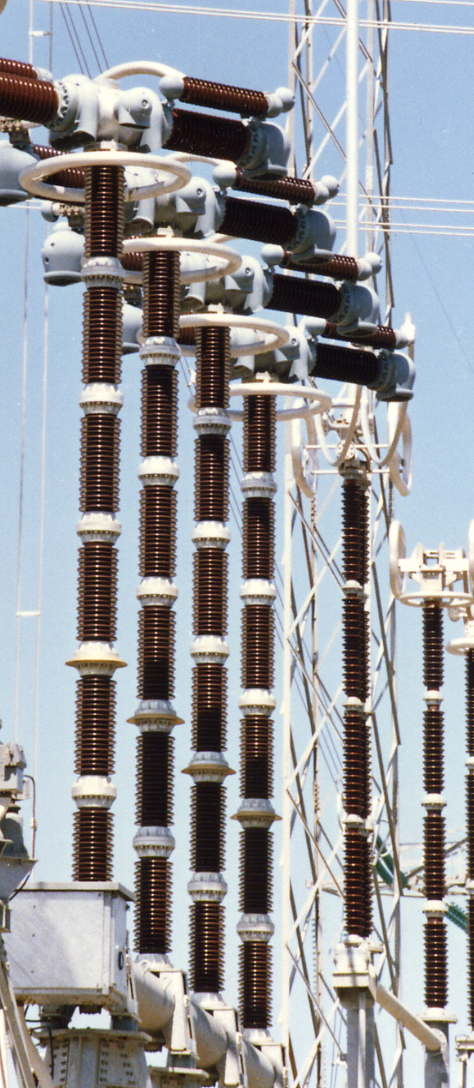
Figure 12 : Disjoncteur à air comprimé

Les disjoncteurs à air comprimé ont supplanté les disjoncteurs à l’huile dans le domaine des hautes performances grâce à la haute rigidité diélectrique et aux bonnes propriétés thermiques du fluide utilisé. L’air comprimé sous une pression de 20 à 35 bar est évacué à l’intérieur de buses pour permettre d’obtenir un refroidissement efficace de l’arc.
Ils ont été développés à partir du début des années 1950 et dès 1960 ont atteint les performances les plus élevées qui étaient nécessaires pour les réseaux à extra-haute tension qui se développaient à cette époque : 525 kV 25 000 MVA pour le réseau russe, la liaison Moscou - Volgograd étant alors la première au monde exploitée avec ce niveau de tension.
Ces disjoncteurs sont munis de résistances qui sont insérées dans le circuit à l'ouverture afin de réduire les contraintes en coupure de courants forts et aussi pour limiter les surtensions susceptibles d'être générées pendant la coupure.
Les disjoncteurs à air comprimé ont eu pendant longtemps le monopole des très hautes performances : pouvoir de coupure jusqu’à 100 kA, durée de coupure réduite, faible niveau de surtension grâce à l’utilisation de résistances pour la fermeture. Ces disjoncteurs nécessitent cependant une maintenance périodique, en particulier celle des compresseurs.
La technique à air comprimé est toujours la seule utilisée pour les disjoncteurs de générateurs à pouvoir de coupure très élevé (275 kA sous 36 kV).

### Appareils à pression de SF6
La technique de coupure dans le SF6 a été développée en haute tension à la fin des années 1950, elle a donné lieu aux premières applications en 245 kV dans les années 1960 (Poste blindé de Vaise en 1966) puis elle s'est imposée et est devenue la technique utilisée pour tous les nouveaux développements en haute tension à partir des années 1970.
Sur le plan technique, plusieurs caractéristiques des disjoncteurs SF6 peuvent expliquer leur succès :
- La simplicité de la chambre de coupure qui ne nécessite pas de chambre auxiliaire pour la coupure (contrairement aux appareils plus anciens à air comprimé) ;
- L'autonomie des appareils apportée par la technique autopneumatique (sans compresseur de gaz) ;
- La possibilité d'obtenir les performances les plus élevées, jusqu’à 63 kA, avec un nombre réduit de chambres de coupure : une seule chambre est nécessaire en 245 kV, deux en 420 kV, trois pour les disjoncteurs de ligne 550 kV et quatre en 800 kV ;
- Une durée d’élimination de défaut courte, de 2 à 2,5 cycles en très haute tension ;
- Une grande endurance électrique qui permet de garantir une durée de vie d'au moins 25 ans ;
- Une réduction de l'encombrement possible avec les postes sous enveloppe métallique ;
- La possibilité d'équiper les chambres de résistances de fermeture ou d’effectuer des manœuvres synchronisées afin de limiter les surtensions pendant les manœuvres en très haute tension ;
- La sécurité de fonctionnement ;
- Un faible niveau de bruit.

Les principes de coupure qui ont été développés en haute tension sont présentés dans l'article connexe : Disjoncteur à haute tension au SF6.
La technique de coupure par auto-soufflage a permis d’utiliser des commandes à ressorts de faible énergie pour la manœuvre des disjoncteurs haute tension. Cette technique est appliquée tout d'abord dans les années 1990-2000, puis s'est généralisée jusqu'à 800 kV
Les très bonnes propriétés du SF6 ont entraîné l'extension de la technique SF6 sous des tensions de plus en plus élevées allant jusqu'à 800 kV et bientôt sous 1 100 kV en Chine.

### Appareils avec ampoules à vide

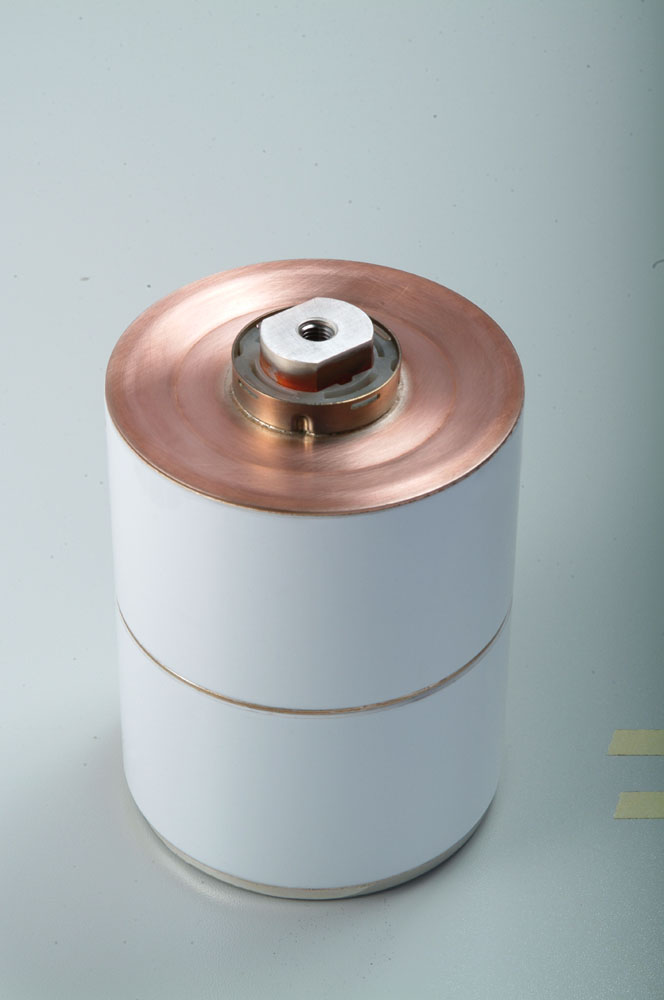
Figure 13 : Ampoule à vide pour disjoncteur à moyenne tension

Les premières recherches et brevets sur les ampoules (interrupteurs) à vide ont été faits par le California Institute of Technology vers 1926. Les premières applications industrielles ont été réalisées à la fin des années 1950 lorsque les difficultés technologiques de mise en œuvre furent résolues, notamment la garantie d'un vide poussé pendant au moins vingt ans, ce qui nécessite une étanchéité parfaite de l'ampoule.
Actuellement des appareils intégrant des ampoules à vide sont en service jusqu’à 84 kV, au Japon, le pouvoir de coupure d'un disjoncteur à vide peut atteindre 63 kA.

## Caractéristiques assignées
La norme CEI 60694 (future 62271-1) définit les caractéristiques applicables à l'appareillage à haute tension. Elle liste les caractéristiques auxquelles une valeur doit être assignée, généralement par le constructeur, pour des conditions spécifiées de fonctionnement de l'appareillage. Les caractéristiques assignées sont principalement :
- la tension ;
- le niveau d’isolement ;
- la fréquence ;
- le courant en service continu ;
- le courant de courte durée et la valeur de crête du courant admissible.

### Niveau d'isolement assigné

Figure 14 : Choc de foudre

Le niveau d’isolement d’un appareil est défini par plusieurs valeurs :
- la tension de tenue à fréquence industrielle ;
- la tension de tenue aux chocs de foudre (aux sous-stations de distribution du réseau électrique, il existe une protection très simple, appliquée dès la construction, contre les chocs de foudre basée sur la théorie des "ondes mobiles" - application des "abaque de Bewley" et des diagrammes de Bergeron en hydraulique) ;
- en extra-haute tension: la tension de tenue aux chocs de manœuvre.

L'appareillage électrique est soumis en service à ces trois types de tension (et à leur combinaison entre entrée-sortie).
Des essais de qualification (de type) et de routine (sur les appareils fabriqués) sont effectués pour vérifier ce niveau d'isolement. Ils sont effectués entre phase et terre, entre phases et entre bornes de l’appareil ouvert.
| Tension assignée (kV) | Tension de tenue à fréquence industrielle, phase-terre et entre phases (kV) | Tension de tenue à fréquence industrielle, entre contacts ouverts (kV) | Tension de tenue aux chocs de foudre, phase terre (kV) | Tension de tenue aux chocs de foudre, entre contacts ouverts (kV) | Tension de tenue aux chocs de manœuvre, phase-terre (kV) | Tension de tenue aux chocs de manœuvre, entre contacts ouverts (kV) |
| --------------------- | --------------------------------------------------------------------------- | ---------------------------------------------------------------------- | ------------------------------------------------------ | ----------------------------------------------------------------- | -------------------------------------------------------- | ------------------------------------------------------------------- |
| 12                    | 28                                                                          | 28                                                                     | 75                                                     | 75                                                                | -                                                        | -                                                                   |
| 24                    | 50                                                                          | 50                                                                     | 125                                                    | 125                                                               | -                                                        | -                                                                   |
| 72,5                  | 140                                                                         | 140                                                                    | 325                                                    | 325                                                               | -                                                        | -                                                                   |
| 245                   | 460                                                                         | 460                                                                    | 1050                                                   | 1050                                                              | -                                                        | -                                                                   |
| 420                   | 520                                                                         | 610                                                                    | 1425                                                   | 1665                                                              | 1050                                                     | 1245                                                                |
| 800                   | 830                                                                         | 1150                                                                   | 2100                                                   | 2555                                                              | 1550                                                     | 1825                                                                |

Des valeurs plus élevées pour la tenue entre contacts ouverts sont spécifiés pour les sectionneurs car ils doivent satisfaire à des exigences de sécurité.
Pour les appareils de tension supérieure à 245 kV, la tension de tenue aux chocs de foudre (ou de manœuvre) entre contacts ouverts est testée en appliquant un choc de foudre (ou de manœuvre) sur une borne et une tension à fréquence industrielle (50 Hz ou 60 Hz) sur l'autre borne. Par exemple dans le cas d'un appareil de tension assignée 800 kV, la tension de 2 555 kV indiquée dans le tableau ci-dessus est obtenue en appliquant un choc de foudre de 2 100 kV sur une borne et une tension de 455 kV sur l'autre borne. Cela permet de reproduire la situation réelle en service où la tension du choc de foudre est transmise sur une borne de l'appareil alors que la tension du réseau est appliquée à l'autre borne.

### Fréquence assignée

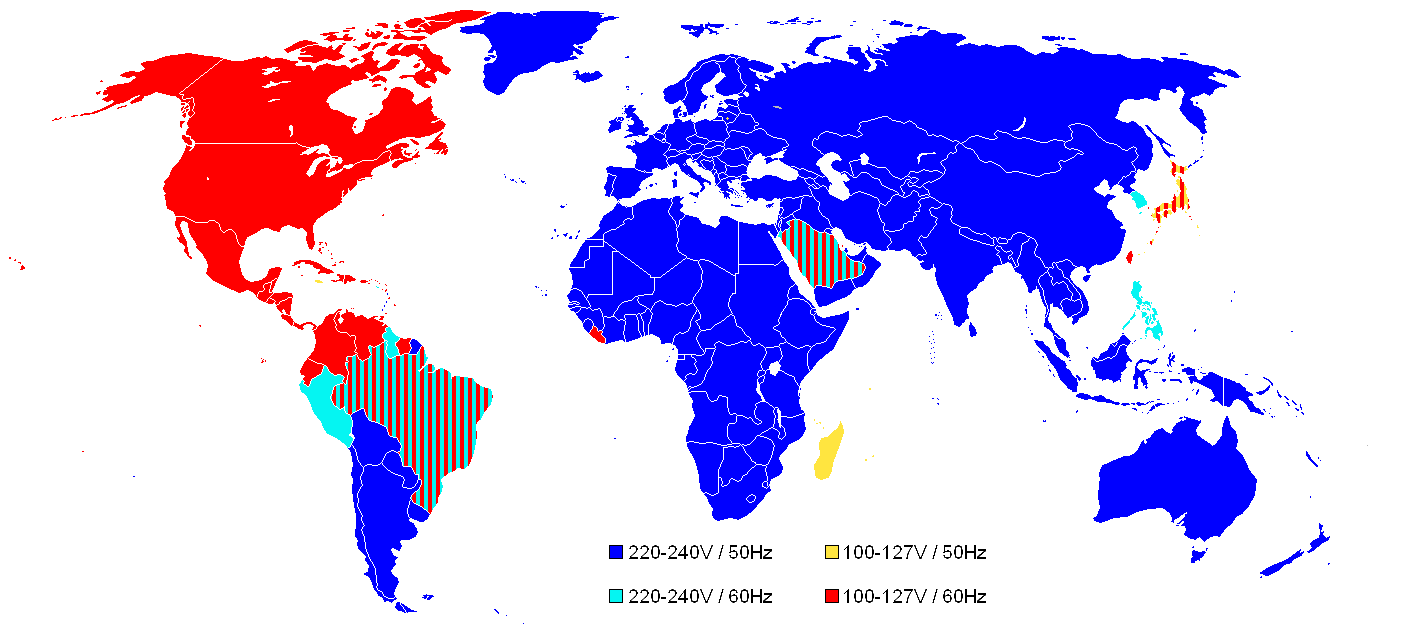
Figure 15 : Fréquences industrielles utilisées dans le monde

Les valeurs normales de la fréquence assignée à l’appareillage haute tension sont 50 Hz et 60 Hz. Ce sont de loin les plus utilisées, l'utilisation de l'une ou l'autre valeur résulte de choix faits historiquement lorsque les valeurs ont été rationalisées. Peu avant 1892, Westinghouse aux États-Unis choisissait le 60 Hz, alors que AEG en Allemagne optait pour le 50 Hz en 1899, conduisant à un monde majoritairement coupé en deux. Le Japon possède des réseaux à 50 Hz et 60 Hz.
D'autres valeurs de fréquence sont parfois utilisées pour la traction ferroviaire : 16 2/3 Hz et 25 Hz. L'Allemagne, l'Autriche et la Suisse utilisent du courant alternatif monophasé à 16 2/3 Hz pour la chaîne de puissance. La fréquence de 25 Hz était utilisée sur certaines lignes des chemins de fer allemands (Mariazeller Bahn) et quelques lignes dans les États de New York et de Pennsylvanie (Amtrak) aux États-Unis.

### Courant en service continu
Le courant assigné en service continu est le courant qu'un appareil peut supporter indéfiniment dans des conditions normales de service. Les composants d'un appareil électrique s'échauffent lorsque ce dernier transite du courant, la température ne doit pas dépasser des valeurs limites définies par les normes de sorte que les matériaux conservent leurs caractéristiques mécaniques.
Les valeurs possibles de courant assigné doivent être choisies dans la série de Renard suivante (ou avec leurs multiples par dix) :
160 - 200  - 250 - 400 - 630 - 800 - 1250 - 1600 - 2000 - 2500 - 3150 - 4000 A

### Courant de courte durée et valeur de crête du courant admissible

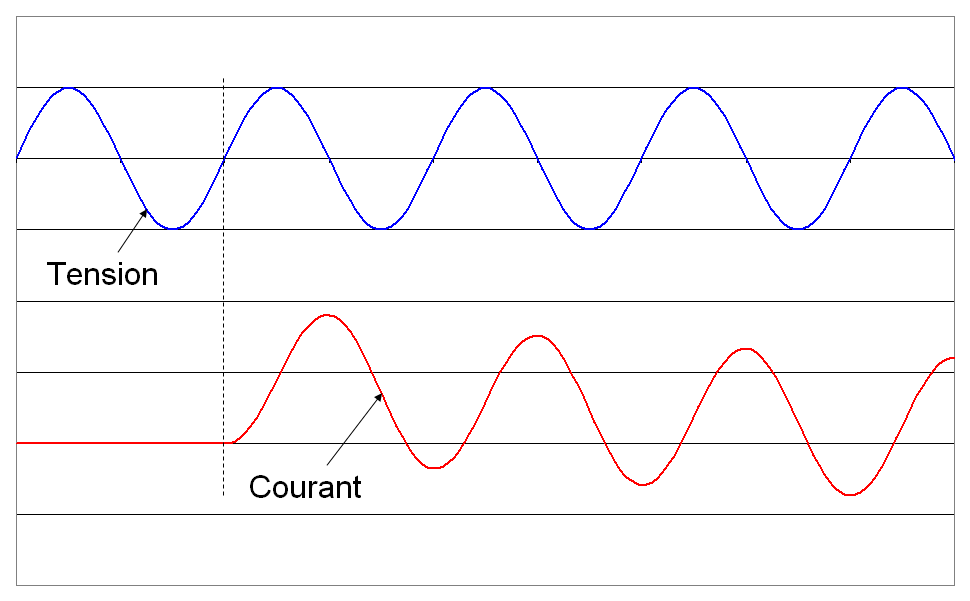
Figure 16 : Courant asymétrique

Le courant de courte durée qui doit être supporté par un appareil en service est caractérisé par deux paramètres : l'amplitude maximale du courant lors de l'établissement d'un courant de court-circuit, ainsi que la valeur efficace du courant de court-circuit qui doit être supporté pendant une durée spécifiée.
Lorsqu’un court-circuit se produit dans un réseau à un passage par zéro de la tension, le courant qui s’établit est dit asymétrique car il se présente sous la forme d’une sinusoïde décalée par rapport à la ligne de zéro. L'appareil doit supporter l'amplitude maximale du courant puis le courant pendant une durée de 1 ou 3 secondes, suivant la spécification de l'exploitant du réseau.
Le rapport entre l’amplitude maximale du courant et la valeur efficace du courant de court-circuit dépend de la constante de temps (L/R) du réseau et de la fréquence assignée. Il est égal à :
2,5 pour les réseaux à 50 Hz avec une constante de temps de 45 ms ;
2,6 pour les réseaux à 60 Hz avec une constante de temps de 45 ms ;
2,7 pour les applications particulières avec une constante de temps supérieure à 45 ms.

### Conditions de service
Pour ce qui concerne la température de service et selon la norme CEI, l’appareillage est prévu pour fonctionner dans les conditions normales de service suivantes :
- la température maximale de l’air ambiant n’excède pas 40 °C et sa valeur moyenne, mesurée pendant une période de 24 h, n’excède pas 35 °C;
- la température minimale de l’air ambiant n’est pas inférieure à −25 °C ou −40 °C. D’autres valeurs de température minimale sont possibles, telles que −30 °C (par exemple en Amérique du Nord) ou −50 °C (Canada, Russie, etc.).

Pour garantir un bon fonctionnement à très basse température, la pression de SF6 doit être réduite et des dispositions particulières doivent être prises pour permettre un bon fonctionnement de l’organe de manœuvre et assurer une bonne étanchéité.
Le fonctionnement à haute température de l’air ambiant nécessite de s’assurer que la température et l’échauffement des composants n’excèdent pas les limites admissibles fixées par les normes.
D'autres conditions de service particulières sont à prendre en compte dans la conception du matériel: vent, pollution, séismes, etc.

## Essais de l'appareillage
Des essais de type, ou essais de qualification de type, sont effectués pour démontrer qu’un appareil possède les caractéristiques assignées qui lui ont été attribuées. Ils sont faits sur des spécimens représentatifs dûment identifiés.
Ces essais sont effectués sur un appareil neuf et font l’objet de rapports d’essais qui contiennent l’identification du spécimen en essai et toutes les informations permettant de démontrer que l’appareil a satisfait aux exigences des normes en vigueur. Les spécifications communes à l’appareillage à haute tension sont définies dans la norme 62271-1. Des exigences propres à chaque type de matériel sont spécifiées dans les normes de produits, telles que la CEI 62271-100 pour les disjoncteurs à haute tension.
Compte tenu des valeurs élevées de tensions et/ou des courants exigés, les essais diélectriques et de coupure de l'appareillage à haute tension doivent être effectués dans des laboratoires spécialisés.
Des essais dits de routine sont aussi effectués pour contrôler la qualité de la production, ils se composent essentiellement d'essais mécaniques de contrôle des caractéristiques de fonctionnelles, d'essais diélectriques de tenue à la fréquence industrielle et d'un contrôle de l'étanchéité pour les appareils SF6.
Lorsqu'un appareil est monté pour la première fois sur site, il doit subir aussi des essais de mise en service (contrôle des caractéristiques de fonctionnelles et/ou essais diélectriques).

### Essais diélectriques
Les essais diélectriques de type ont pour but de vérifier le niveau d’isolement assigné d’un appareil électrique. Si le champ électrique dépasse la tenue diélectrique de l'appareil, un claquage (ou décharge disruptive) se produit et l'appareil peut voir ses propriétés physiques modifiées de façon réversible ou irréversible. Dans le cas d'appareils à haute tension, la tenue diélectrique doit se régénérer après tout claquage éventuel dû à une surtension excessive, de façon à assurer la continuité de service après l'élimination du défaut.
La tenue diélectrique doit être vérifiée dans les conditions suivantes :
- tenue entre entrée-sortie de l’appareil ouvert ;
- tenue par rapport à la masse de l’appareil ouvert ;
- tenue par rapport à la masse de l’appareil fermé.

Les appareils qui utilisent un gaz sous pression pour l’isolement doivent être essayés dans le cas le plus défavorable, c'est-à-dire avec la pression de gaz minimale.
Essais de tension de choc de foudre
Ces essais sont exigés pour toutes les tensions assignées et sont effectués seulement sur un appareil sec. Selon la procédure CEI, une série de 15 chocs est appliquée pour chaque configuration d’essai et pour chaque polarité de tension. Les essais de tension aux chocs de foudre sont satisfaisants si le nombre de décharges disruptives ne dépasse pas deux pendant chaque série de 15 chocs.
Une onde de choc de foudre est caractérisée par un front très rapide, la crête de tension est atteinte après environ 1,2 microseconde. La valeur de crête de la tension est définie par la norme CEI en fonction de la tension assignée, des valeurs sont données à titre d'exemple par le tableau du chapitre Niveau d'isolement assigné.
Essais de tension de choc de manœuvre
Ces essais sont exigés uniquement pour les tensions assignées supérieures à 245 kV. Ils sont effectués, à sec et sous pluie, pour les deux polarités de tension. Selon la procédure CEI, une série de 15 chocs est appliquée pour chaque configuration d’essai. Le critère de réussite aux essais est le même que pour les essais de tension de chocs de foudre.
La durée de montée d'une onde de choc de manœuvre est beaucoup plus lente que celle d'une onde de choc de foudre, de l'ordre de 250 microsecondes. À tension crête égale, la tenue en tension d'une isolation est généralement plus faible avec ce type d'onde de choc.
Essais de tension à fréquence industrielle
Ces essais ont pour but de vérifier la tenue de l'appareil dans le cas où une surtension à fréquence industrielle (50 ou 60 Hz) se produit sur le réseau, par exemple à la suite d'une perte de charge. Ils sont exigés pour toutes les tensions assignées. Selon la norme CEI, une tenue pendant une minute est exigée à sec et sous pluie. Aucune décharge électrique (ou décharge disruptive) n’est admise pendant l’essai à sec. L’essai sous pluie peut être répété si une décharge se produit, mais aucune autre décharge n’est permise.

### Essais d'échauffement
Ces essais ont pour but de vérifier qu'il n'y a pas d'échauffement excessif des pièces d'un appareil lorsqu'il conduit en permanence son courant assigné en service continu. Le tableau suivant donne à titre indicatif des valeurs maximales de températures et d'échauffements admissibles pour l'appareillage électrique.
| Types de pièces                                                  | Valeur maximale de température (°C) | Valeur maximale d’échauffement (K) |
| ---------------------------------------------------------------- | ----------------------------------- | ---------------------------------- |
| Contacts en cuivre dans le SF6                                   | 105                                 | 65                                 |
| Bornes pour le raccordement à des conducteurs extérieurs         | 90                                  | 50                                 |
| Parties accessibles prévues pour être touchées en service normal | 70                                  | 30                                 |

Les essais sont effectués en maintenant le courant exigé sous une tension réduite et en mesurant les échauffements obtenus en divers points de l'appareil jusqu'à stabilisation des valeurs, généralement après une dizaine d'heures de maintien du courant.

### Essais d'endurance mécanique
Les essais d'endurance mécanique ont pour but de vérifier la robustesse d’un appareil et sa capacité de fonctionner normalement pendant toute sa durée de vie, soit pendant environ 25 ans. En fin de vie, il doit encore être capable de conduire son courant assigné en service continu, de supporter son courant assigné de courte durée admissible et de conserver son niveau d’isolement assigné.
Pendant les essais d'endurance, l’appareil doit fonctionner uniquement sur ordre et ses caractéristiques fonctionnelles doivent rester dans les tolérances données par le constructeur. Après les essais il ne doit pas y avoir d’usure excessive des pièces, notamment des contacts.
Par exemple, pour un disjoncteur, l'appareil doit effectuer 2 000 cycles de manœuvres à la température ambiante, un cycle de manœuvres étant une opération d'ouverture du disjoncteur suivie d'une opération de fermeture (c'est une des séquences de manœuvres que l'appareil doit effectuer en service, car après avoir ouvert un circuit, en séparant ses contacts, il doit être capable de le refermer pour permettre à nouveau au courant de circuler et par exemple d'alimenter une charge).
Une endurance mécanique étendue avec 10 000 cycles de manœuvres peut être demandée dans des cas particuliers.
Sur demande, des essais mécaniques peuvent aussi être effectués à basse et à haute température. Ils ont alors pour but de vérifier le bon fonctionnement et l'étanchéité dans des conditions extrêmes de température.
Ces essais d'endurance mécanique, qui s'ajoutent aux autres essais de type décrits précédemment, permettent d'assurer une très bonne fiabilité en service, avec un faible taux d'incidents majeurs comme cela a pu être vérifié par les études faites périodiquement par le CIGRE. En conséquence, il n'y a pas eu d'accident majeur sur les réseaux à haute tension qui pourrait être imputé à un défaut de l'appareillage, les pertes importantes d'alimentation dans un réseau (blackout) sont généralement dues à des défauts sur des lignes et à la perte d'une partie du réseau par surcharges en cascade sur les autres lignes.

### Essais spécifiques
Des essais spécifiques pour chaque fonction de l'appareillage sont spécifiés par des normes de la série CEI 62271 et par les normes ANSI/IEEE. Ce sont par exemple :
- les essais d'établissement et de coupure pour un disjoncteur ;
- des essais de transfert de barres et de courants capacitifs pour un sectionneur ;
- des essais d'établissement et de coupure de courant induits pour un sectionneur de terre.

Par ailleurs des essais supplémentaires peuvent être exigés en fonction des conditions de service, par exemple des essais de tenue aux séismes ou des essais de fonctionnement sous glace pour des sectionneurs de postes AIS.
Des essais sont de qualification sismique sont effectués sur demande du client pour vérifier la capacité d’un appareil à supporter un séisme d’accélération au sol donnée (0,2 – 0,3 ou 0,5 g, où g désigne l'accélération due à la pesanteur). Une démonstration par le calcul est en principe suffisante si elle s’appuie sur une vérification expérimentale des fréquences propres  et des amortissements associés. Dans le cas de séisme de forte intensité (0,5 g), des essais en vraie grandeur sur table vibrante sont exigés si les dimensions de l’appareil le permettent. Ils se composent d’un essai de balayage en fréquence dans chaque direction afin de déterminer les modes propres de vibration et leur amortissement, et d'essais de tenue dynamique d’une durée de  30 secondes ou une minute. Pour les disjoncteurs, la CEI a publié le guide de qualification sismique TR 62271-300.

## Conception et construction
La norme CEI définit un certain nombre d'exigences qui doivent être respectées par le constructeur lors de la conception du matériel. Elles concernent les équipements auxiliaires et de commande, le raccordement à la terre, les enveloppes des appareils du type blindé, les organes de manœuvre, les dispositifs de verrouillage, les isolateurs d'extérieur, l'étanchéité, le risque de feu, la compatibilité électromagnétique (CEM) et la corrosion.
Dans le cas d'appareils à pression autonome de gaz (sans compresseur), le taux de fuite relatif de chaque compartiment ne doit pas dépasser 0,5 % et 1 % par an pour le SF6 et les mélanges comprenant du SF6. Ces valeurs résultent d'une volonté de l'industrie électrique de réduire significativement les fuites possibles vers l'atmosphère. L’intervalle entre compléments de remplissage doit être d’au moins 10 ans pour les appareils qui utilisent le SF6.
Les appareils à pression scellés sont tels qu'aucun remplissage de gaz n'est nécessaire pendant leur durée de service escomptée de 20 ans, 30 ans ou 40 ans. Le taux de fuite de ceux qui sont remplis de SF6 peut être considéré comme étant inférieur à 0,1 % par an.

## Producteurs et utilisateurs

### Producteurs/constructeurs
Le nombre de producteurs majeurs d'appareillages à haute tension est relativement faible car de nombreux regroupements / acquisitions ont été faits dans les années 1990/2000. Pour la transmission d'énergie, les principaux producteurs sont : ABB, Siemens, Toshiba, Mitsubishi et HVB AE Power Systems (ex Hitachi). Dans le domaine de la distribution d'énergie il faut ajouter essentiellement Schneider Electric et Eaton/Cutler-Hammer.
Pour ce qui concerne la France, les producteurs font partie d'un groupement appelé le Gimélec (Groupement des industries de l'équipement électrique, du contrôle commande et des services associés); les principaux constructeurs sont Alstom, SDCEM, Siemens, Schneider Electric, CAHORS, EGIC, Ferraz Shawmut et Ormazabal. Pour l'ensemble de la profession, le chiffre d’affaires réalisé en 2006 à partir de la France s’élève à 10,7 milliards d’euros.
Sur le plan européen, les constructeurs d'appareillages électriques font partie de T&D Europe et de ORGALIME (European Engineering Industries Association representing the interests of the Mechanical, Electrical, Electronic and Metalworking Industries).
T&D Europe regroupe des associations nationales de producteurs, telles que le Gimélec en France, et 550 constructeurs en Autriche, Belgique, Finlande, France, Allemagne, Italie, Pays-Bas, Espagne et Royaume-Uni. Les compagnies emploient un total de 200 000 personnes en Europe et ont un chiffre d'affaires combiné de 25 milliards d'euros.

### Utilisateurs
Dans la haute tension B, les utilisateurs sont essentiellement des entreprises productrices d'électricité comme  EDF ou de transport de l'énergie électrique comme RTE. Des regroupements se sont produits entre utilisateurs d'appareils à haute tension à la suite de la libéralisation du marché de l'énergie électrique, plusieurs marchés nationaux sont restés traditionnellement dominés par quelques sociétés d'État. Parmi les principaux utilisateurs, on peut aussi citer : RWE et E.ON en Allemagne, Tokyo Electric Power au Japon, State Grid Corporation of China en Chine, Power Grid Corporation of India en Inde, Enel et Terna en Italie, Edelca au Venezuela, Furnas au Brésil, ESCOM en Afrique du Sud, Hydro-Québec et BC Hydro au Canada et AEP, Tennessee Valley Authority, Bonneville Power Administration (BPA) aux États-Unis.
La situation est sensiblement différente dans la haute tension A avec aussi de grandes sociétés de distributions d'électricité, EDF par exemple, mais aussi de nombreux industriels qui sont alimentés sous une tension de 10 à 22 kV, ou plus rarement en haute tension B. Les entreprises ferroviaires sont aussi d'importants utilisateurs d'appareillage électrique à haute tension.
Les utilisateurs et producteurs européens sont regroupés au sein d'Eurelectric (The association of the electricity industry in Europe: electricity producers, suppliers, traders and distributors from the EU and other European countries).
En Australie, où le marché pour les équipements électriques à haute tension représente environ 1,8 milliard d'euros, de nombreux utilisateurs transportent et distribuent l'électricité par régions ou États, l'un des principaux est Transgrid  en Nouvelle-Galles du Sud.
C'est en Chine que la consommation d'électricité et par suite les besoins en puissance installée et en équipements à haute tension augmentent le plus rapidement; la puissance installée est de 600 000 MW (mégawatts) en 2006 et devrait atteindre jusqu'à 1 300 000 MW en 2020. À titre de comparaison une tranche de centrale nucléaire fournit environ 1 200 MW. Pour faire face à l'augmentation de leur consommation et transporter l'énergie électrique sur de grandes distances, la Chine prévoit de mettre en service dès 2008 un réseau à ultra haute tension 1 100 kV.
Les États-Unis ont en décembre 2005 le quart de la puissance installée dans le monde avec 1 067 000 MW ou 1,067 térawatt, leur capacité devrait augmenter de 292 000 MW jusqu'en 2030 pour répondre à la demande des consommateurs.

## Impact sur l'environnement
Des études ont été menées pour évaluer l'impact environnemental de l'appareillage à haute tension. Elles ont pour but de mesurer cet impact depuis la fabrication des pièces jusqu'au démantèlement du produit en fin de vie. Le logiciel EIME est généralement utilisé pour faire ce type d'évaluation,.
Les études menées à ce jour ont conclu que les solutions actuelles ont un impact sur l'environnement inférieur à celui des générations antérieures qui utilisaient l'air ou l'huile comme milieu pour la coupure et l'isolement. De nombreux facteurs peuvent expliquer cette réduction de l’impact sur l'environnement, parmi eux : la réduction des dimensions et de la quantité de matière utilisée pour l'appareillage, la réduction des énergies de manœuvre qui a permis d'utiliser des commandes à ressort qui ont moins d’impact sur l'environnement que les commandes oléopneumatiques (à huile) utilisées par le passé.
Par ailleurs, ces études ont montré que ce sont les pertes par effet Joule qui ont le plus d'impact sur l'environnement, cet impact est cependant limité dans la mesure où la résistance d’un appareil à haute tension ne vaut que quelques dizaines de microohms.
Parmi les différents types d'installations, ce sont les GIS et les solutions compactes qui auraient le moins d'impact, du fait de leur compacité, mais les postes AIS restent les plus économiques et demeurent la solution le plus souvent retenue lorsqu’il n’y a pas de contraintes trop exigeantes d'encombrement ou de pollution.

## Organismes internationaux traitant de l'appareillage à haute tension
L'appareillage électrique à haute tension est l'objet d'études et de normes par plusieurs organismes internationaux car c'est un élément important de tout réseau électrique à haute tension.
Le comité d'étude A3 du CIGRÉ (Conseil international des grands réseaux électriques) organise des conférences et effectue des travaux techniques de portée mondiale sur les équipements des postes à haute tension, en particulier sur l'appareillage électrique à haute tension,. Le CIRED (Congrès international des réseaux électriques de distribution) organise des conférences biennales pour les matériels des réseaux de distribution.
La Commission électrotechnique internationale (CEI), et plus particulièrement son comité d'études TC17,, rédige des normes sur l'appareillage à haute tension qui sont reconnues dans plus de cent pays.
Le comité appareillage de IEEE (IEEE Switchgear Committee) fait des études et rédige des normes sur l'appareillage électrique qui sont essentiellement utilisées en Amérique du Nord. Les normes CEI et IEEE pour l'appareillage électrique à haute tension sont en cours d'harmonisation.